# Euxoa haverkampfi
Euxoa haverkampfi là một loài bướm đêm trong họ Noctuidae.